# Fridtjof Paulsen
Fridtjof Antonius Paulsen (ur. 20 listopada 1895 w Oslo, zm. 28 czerwca 1988 tamże) – norweski łyżwiarz szybki.

## Kariera
W 1918 i 1920 został wicemistrzem Norwegii w wieloboju. W 1923 zajął 7. miejsce na mistrzostwach Europy w wieloboju i 9. na mistrzostwach świata. W 1924 wystartował na igrzyskach olimpijskich, na których wystąpił na 5000 i 10000 m. Na krótszym dystansie jechał w szóstej parze z Axelem Blomqvistem. Norweg uzyskał czas 8:59,0 s, ustanawiając rekord olimpijski. Jego rezultat został pobity przez 6 zawodników, więc Paulsen zajął ostatecznie 7. miejsce. Na dłuższym dystansie Norweg jechał w ósmej parze z Amerykaninem Richardem Donovanem. Uzyskał czas 18:13,0 s, który dał mu 4. pozycję. W tym samym roku wziął jeszcze udział w ME w wieloboju, na których uplasował się na 13. pozycji. W 1925 po raz ostatni wystartował na MŚ w wieloboju i zajął 17. miejsce.

## Rekordy życiowe
Na podstawie
- 500 m – 46,90 s ( Oslo, 17 stycznia 1920)
- 1000 m – 1:41,40 s ( Sztokholm, 14 lutego 1926)
- 1500 m – 2:26,00 s ( Oslo, 18 stycznia 1920)
- 5000 m – 8:40,70 s ( Oslo, 18 stycznia 1920)
- 10000 m – 18:03,80 s ( Hamar, 3 lutego 1923)